# Nguyễn Văn Được (chính trị gia)
Nguyễn Văn Được (sinh ngày 3 tháng 4 năm 1968) là một chính khách người Việt Nam. Ông hiện là Ủy viên Ban Chấp hành Trung ương Đảng Cộng sản Việt Nam khóa XIII, Phó Bí thư Thành ủy, Chủ tịch Ủy ban nhân dân Thành phố Hồ Chí Minh nhiệm kỳ 2021-2026. Trước đó, ông từng là Bí thư Tỉnh ủy, Chủ tịch Hội đồng nhân dân tỉnh Long An giai đoạn 2020-2025.

## Tiểu sử
Ông Nguyễn Văn Được sinh ngày 3/4/1968, quê quán xã Lương Hòa, huyện Bến Lức, tỉnh Long An. Ông là Thạc sĩ Địa chất học.

## Sự nghiệp

### Tỉnh Long An
Sau khi tốt nghiệp Đại học tại TP. Hồ Chí Minh, ông xin việc tại Ban Quản lý ruộng đất tỉnh Long An.
Ông Nguyễn Văn Được đã từng đảm nhiệm các vị trí công tác: Cán bộ Ban Quản lý ruộng đất tỉnh Long An (nay là Sở Tài nguyên và Môi trường tỉnh Long An); Giám đốc Văn phòng Đăng ký quyền sử dụng đất tỉnh Long An; Trưởng phòng Tài nguyên và Môi trường huyện Thạnh Hóa, tỉnh Long An; Phó Giám đốc, Giám đốc Sở Tài nguyên và Môi trường tỉnh Long An; Bí thư Huyện ủy Tân Thạnh, tỉnh Long An; Ủy viên Ban Thường vụ Tỉnh ủy, Phó Chủ tịch UBND tỉnh Long An; Phó Bí thư Thường trực Tỉnh ủy Long An.
Ngày 15 tháng 10 năm 2020, Đại hội Đảng bộ tỉnh Long An đã bầu ông làm Bí thư Tỉnh ủy Long An nhiệm kỳ 2020-2025.

### Trung ương Đảng
Ngày 30 tháng 1 năm 2021, Tại Đại hội đại biểu toàn quốc lần thứ XIII của Đảng, đồng chí được bầu là Ủy viên Ban Chấp hành Trung ương Đảng Cộng sản Việt Nam khoá XIII, nhiệm kỳ 2021-2026

### Thành phố Hồ Chí Minh
Chiều ngày 19 tháng 2 năm 2025, Bí thư Thành ủy Thành phố Hồ Chí Minh Nguyễn Văn Nên thay mặt Bộ Chính trị trao quyết định chỉ định ông giữ chức Phó bí thư Thành ủy, Ban Thường vụ Thành ủy TPHCM cũng quyết định chỉ định ông Nguyễn Văn Được tham gia Ban Chấp hành, Ban Thường vụ và giữ chức Bí thư Đảng ủy UBND TPHCM.
Chiều 20 tháng 2 năm 2025, tại kỳ họp thứ 21 HĐND TP.HCM khóa X, HĐND TP.HCM đã thông qua nghị quyết, bầu ông Nguyễn Văn Được, Phó Bí thư Thành ủy TP.HCM giữ chức Chủ tịch UBND TP.HCM.